# Roland Hartwig
Roland Hartwig (* 22. September 1954 in Ost-Berlin) ist ein deutscher Politiker (AfD). Er zog nach der Bundestagswahl 2017 in den Bundestag ein und war in der 19. Legislaturperiode (bis 2021) Mitglied des Deutschen Bundestages. Hartwig galt als rechte Hand von AfD-Parteichefin Alice Weidel.

## Leben und Beruf
Hartwigs Eltern flohen vor dem Bau der Mauer mit ihrem damals sechs Jahre alten Sohn aus der DDR nach Westdeutschland. Nach dem Abitur 1973 in Heilbronn leistete er seinen Grundwehrdienst ab und begann 1974 ein Studium der Rechtswissenschaft an der Albert-Ludwigs-Universität Freiburg, das er 1979 mit dem 1. Staatsexamen beendete. Das anschließende Referendariat schloss er 1982 mit dem 2. Staatsexamen ab. Von 1980 bis 1984 war er Mitarbeiter am Max-Planck-Institut für ausländisches und internationales Strafrecht in Freiburg im Breisgau. In dieser Zeit entstand nach Hartwigs Angaben die Arbeit Vorteilsgewährung und Bestechung als Wirtschaftsstraftaten, mit der er 1984 an der Universität Freiburg zum Dr. jur. promoviert wurde.
1984 trat er in die Rechtsabteilung der Bayer AG in Leverkusen ein. 1997 übernahm er dort die Leitung der zentralen Patentabteilung und 1999 als Chefsyndikus die weltweite Verantwortung für den Bereich Recht und Patente des Bayer-Konzerns. Er war Vorsitzender des Rechtsausschusses des VCI. Zugleich fungierte er als Aufsichtsratsmitglied mehrerer Konzerngesellschaften. Er war auch Mitglied im Gesellschafterausschuss von Bayer 04 Leverkusen. Er trat 2016 in den Ruhestand und ist seitdem als selbständiger Rechtsanwalt tätig.
Roland Hartwig ist geschieden und hat fünf Kinder. Im Herbst 2017 zog er von Bergisch Gladbach nach Königswinter um.

## Partei
Hartwig trat im Mai 2013 in die AfD ein, weil CDU und FDP in seinen Augen zu weit nach links gerückt waren. Von Juni 2016 bis September 2017 gehörte er dem AfD-Vorstand im Rheinisch-Bergischen Kreis an. Seit Februar 2020 ist er Mitglied im AfD-Vorstand im Rhein-Sieg-Kreis.
Seit 2018 leitet Hartwig eine Arbeitsgruppe zum Umgang der AfD mit einer möglichen Beobachtung durch den Verfassungsschutz. Im Dezember 2020 wurde Hartwig durch einen Beschluss des AfD-Bundesvorstands als Leiter der Arbeitsgruppe abgesetzt. Hartwig sei zuletzt damit aufgefallen, den aus der Partei ausgeschlossenen Andreas Kalbitz verteidigt zu haben.
Bei der Kommunalwahl 2020 trat er für AfD als Oberbürgermeisterkandidat in Leverkusen an.
Ende Februar 2021 brachte eine Gruppe niedersächsischer AfD-Vertreter auf einem AfD-Konvent den Antrag ein, Hartwig wieder in sein Amt als Vorsitzender der Arbeitsgruppe Verfassungsschutz einzusetzen. Mit 27 zu 22 Stimmen verabschiedete der Konvent den Antrag, in dem nicht nur der Bundesvorstand zur Korrektur der Absetzung aufgefordert wurde, sondern Hartwig auch für seine „bisherigen Leistungen ausdrücklich Dank und Anerkennung“ ausgesprochen werden. Das wurde als Angriff gegen Jörg Meuthen und dessen Kurs gewertet.
Ab seinem Ausscheiden aus dem Bundestag Ende 2021 arbeitete Hartwig als persönlicher Referent für die AfD-Vorsitzende Alice Weidel und galt als deren rechte Hand. Mehrere AfD-Insider im Bundestag bezeichneten ihn als eine Art „inoffizieller Generalsekretär der Partei“. Außerdem ist er Dozent an der vom AfD-Bundesvorstand aufgebauten „Akademie Schwarz Rot Gold“. 
Am 15. Januar 2024 wurde der Arbeitsvertrag Hartwigs als Weidels Referent in „beiderseitigem Einvernehmen“ aufgelöst, nach ZDF-Informationen aufgrund seiner kurz zuvor durch Correctiv aufgedeckten Teilnahme an einem Geheimtreffen der Neuen Rechten (siehe unten unter Positionen).

## Abgeordneter
Hartwig war von 2017 bis 2021 Mitglied des Deutschen Bundestages und gehörte dort dem Auswärtigen Ausschuss sowie dem Ältestenrat an. Zudem war er stellvertretendes Mitglied im Ausschuss für Recht und Verbraucherschutz und im Unterausschuss Abrüstung, Rüstungskontrolle und Nichtverbreitung.
Hartwig war bei der Bundestagswahl 2017 über die Landesliste Nordrhein-Westfalen in den Bundestag gewählt worden. Als Direktkandidat im Rheinisch-Bergischen Kreis erreichte er 7,2 % der Erststimmen.

## Positionen
Hartwig bezeichnete sich selbst als „liberal-konservativ“ und unterstützte seiner Aussage nach bis zu deren Austritt aus der AfD den Kurs von Frauke Petry. Hartwig ist von der Bedeutung des menschlichen Anteils an der Klimakrise „nicht überzeugt“.
Hartwig veröffentlichte eine Handreichung zum Umgang mit dem Verfassungsschutz, mit der festgeschrieben werden soll, was AfD-Mitglieder öffentlich äußern dürfen. Die Handreichung enthält eine umfangreiche Liste von Positionen, Äußerungen und Begriffen, die Parteimitglieder nicht mehr äußern dürfen; andernfalls drohen ihnen Parteiordnungsverfahren bis hin zu Parteiausschlussverfahren. Unter anderem soll es AfD-Mitgliedern unter Androhung von Parteiordnungsverfahren fortan untersagt sein, „Phänomene wie Zwangsheiraten, Ehrenmorde, Jugendgewalt und Terrorismus 'ausschließlich und undifferenziert' mit dem Islam in Verbindung zu bringen“. Auch Forderungen nach der Verweigerung dauerhaften Aufenthaltsrechts für Migranten oder der Rückgängigmachung von Einbürgerung sind untersagt.
Nach Recherchen des Recherchenetzwerks Correctiv war Hartwig Teilnehmer eines geheimen Treffens am 25. November 2023 im Landhaus Adlon in Potsdam mit Teilnehmern der Neuen Rechten, darunter der österreichische Identitäre Martin Sellner. Bei dem Treffen sei über einen „Masterplan“ zur praktischen Umsetzung der Vertreibung von Millionen Menschen aus Deutschland, auch solchen mit deutscher Staatsangehörigkeit, gesprochen worden (sogenannte Remigration). Hartwig soll in diesem Zusammenhang gesagt haben, dass er die Inhalte des Treffens in die AfD-Spitze tragen wolle.